# 锡金小檗
锡金小檗（学名：Berberis sikkimensis）为小檗科小檗属的植物。分布在不丹、锡金、尼泊尔以及中国大陆的云南、西藏等地，生长于海拔2,000米至3,000米的地区，多生长于杂木林中、林缘及灌丛中，目前尚未由人工引种栽培。

## 异名
- Berberis sikkimensis (Schneid.) Ahrendt var. glabramea Ahrendt